# 恒河野鯪
恒河野鯪，為輻鰭魚綱鯉形目鯉科的其中一個種，於1822年由弗朗西斯·布坎南-汉密尔顿命名。該物種分布於亞洲印度、孟加拉及緬甸，體長可達81.2公分。

## 扩展阅读
維基物種上的相關：恒河野鯪